# Hrvatski audiovizualni centar
Hrvatski audiovizualni centar je javna ustanova u Republici Hrvatskoj. Osnovala ju je Vlada Republike Hrvatske temeljem Zakona o audiovizualnim djelatnostima (NN 76/07) radi sustavnog promicanja audiovizualnog stvaralaštva u Republici Hrvatskoj. Hrvatski audiovizuelni centar financira se iz državnog proračuna i dijelom iz iz dijela ukupnog godišnjeg bruto-prihoda koje su audiovizualnim djelatnostima ostvarile HRT, nakladnici televizijskih programa na nacionalnoj i regionalnoj razini, operatori sustava kabelske distribucije, operatori u nepokretnim i pokretnim telekomunikacijskim mrežama, davatelja usluga pristupa Internetu i osoba koje javno prikazuju audiovizualna djela. Djelatnost Centra je priprema i provođenje Nacionalnog programa promicanja audiovizualnog stvralaštva potičući obavljanje, organiziranje i financiranje priprema, razvoja, proizvodnje, distribucije i prikazivanja hrvatskih, europskih i svjetskih audiovizualnih djela.